# Stadion Miejski w Gostiwarze
Stadion Miejski – stadion piłkarski w Gostiwarze, w Macedonii Północnej. Obiekt może pomieścić 3500 widzów. Swoje spotkania rozgrywają na nim piłkarze klubu KF Gostiwar.